# Croton soliman
Espèce
Croton soliman est une espèce de plantes à fleurs du genre Croton et de la famille des Euphorbiaceae, présente au Mexique.
Il a pour synonyme :
- Oxydectes soliman, (Cham. & Schltdl.) Kuntze